# Miguel Góis
Miguel Vieira Góis (Lisboa, 4 de Junho de 1973) é um humorista português, membro do colectivo Gato Fedorento e argumentista das Produções Fictícias.